# Limewire
Limewire, stiliserat som LimeWire, är ett fildelningsprogram som använder gnutella. Senare versioner har även en inbyggd bittorrentklient. Det är ett program som ger många valmöjligheter vid sökningar, till exempel genre på musik och film.
Programmet finns både i en reklamfinansierad och i en betalningsvariant. Betalversionen, Limewire Pro, innehåller fler funktioner än gratisversionen, bland annat snabbare sökningar och nedladdningar.

## Om programmet
När programmet laddades ned från den officiella webbplatsen, blev man tvungen att gå med på att inte bryta mot upphovsrättslagen. På detta sätt skyddade sig tillverkarna och andra ansvariga mot till exempel stämningar. Ändå är det med all sannolikhet upphovsrättsskyddat material som tillhandahölls via LimeWire.
Limewire är precis som Bearshare väldigt hårt drabbat av virus, diverse trojaner, spyware och adware, vilket innebär osäker nedladdning. Ett enkelt sätt att slippa virus är att vara kritisk.

## Historik
Den 26 oktober 2010 beordrade en amerikansk domstol omedelbar nedstängning och förbud mot att distribuera Limewire. Detta till musikindustrins stora glädje, då de försökt stänga ned fildelningsprogrammet under en lång tid. Den 20 maj samma år meddelades att RIAA och tretton amerikanska skivbolag stämmer företaget på 75 biljoner (75 000 000 000 000) amerikanska dollar, vilket motsvarar mer än hela världens BNP år 2011.